# Satulung
Satulung is een Roemeense gemeente in het district Maramureș.
Satulung telt 5690 inwoners.